# Harold Melvin & the Blue Notes
Harold Melvin & the Blue Notes — американський вокальний гурт в стилі соул і R&B. Одна з найпопулярніших філадельфійських соул-гуртів 1970-х років, репертуар якої включав соул, R&B, ду-вап і диско. Заснована у Філадельфії, штат Пенсільванія, в середині 1950-х років як The Charlemagnes, гурт найбільш відомий кількома хітами на міжнародному лейблі Гембл і Хафф Philadelphia International між 1972 і 1976 роками, хоча вони виступали та записувалися до смерті Мелвіна в 1997 році. Попри те, що засновник гурту та оригінальний вокаліст Гарольд Мелвін отримав найбільшу популярність, найвідомішим учасником Blue Notes був Тедді Пендерграсс, їхній соліст під час успішних років у Philadelphia International. Решта учасників Blue Notes возз'єдналися для круїзів Soul Train у 2013, 2015 та 2017 роках.

## Історія

### Ранні роки
Гурт, раніше відомий як The Charlemagnes, отримала назву «The Blue Notes» у 1954 році, до складу якої увійшли вокаліст Франклін Пікер, Бернард Вілсон, Рузвельт Броді, Джессі Гілліс-молодший і Гарольд Мелвін. З моменту заснування до 1960-х років гурт безуспішно записувався для кількох лейблів. Сингл 1960 року «My Hero» став незначним хітом для Val-ue Records, а «Get Out (and Let Me Cry)» 1965 року став R&B-хітом для Landa Records. Протягом цього періоду склад гурту часто змінювався: Бернард Вілсон залишив гурт, щоб створити гурт під назвою «The Original Blue Notes», а Гарольд Мелвін привів нового вокаліста Джона Аткінса. У 1970 році гурт залучив Тедді Пендерґрасса як барабанщика до своєї групи підтримки. Пендерґрасс був учасником філадельфійського R&B-гурту The Cadillacs (а не нью-йоркського гурту, який мав хіти наприкінці 1950-х років) і отримав підвищення до вокаліста, коли того ж року пішов Джон Аткінс.

### Міжнародний успіх у Філадельфії та роки Пендерграсса
Цей склад гурту, який включає Мелвіна, Пендерграсса, Бернарда Вілсона, Лоуренса Брауна та Ллойда Паркса, був підписаний на міжнародний лейбл Gamble & Huff у Філадельфії в 1972 році. Того ж року Ллойда Паркса змінив Джеррі Каммінгс. Невдовзі після приходу Каммінгса Ноти записали кілька головних R&B і поп-хітів, включаючи мільйонні продажі синглів і альбомів протягом наступних чотирьох років. Серед найбільш важливих і успішних записів Blue Notes — такі пісні про кохання, як «If You Don't Know Me by Now» 1972 року (номер 1 Billboard R&B, номер 3 поп), їхній проривний сингл «I Miss You» (номер 7 R&B, номер 58 поп), «The Love I Lost» (номер 1 R&B, номер 7 поп, 1973) та соціально свідомі пісні, такі як «Wake Up Everybody» (номер 1 R&B, номер 12 поп) і «Bad Luck» (номер 4 R&B, номер 15 поп), та альбом «To Be True» всі 1975 року. «If You Don't Know Me By Now» було продано більше мільйона копій, і 21 листопада 1972 року RIAA нагородила його золотим диском. «Bad Luck» є рекордсменом, який найдовше тримався номер один у чарті Hot Dance Music/Club Play: 11 тижнів. Четвертим R&B-хітом для гурту став «Hope That We Can Be Together Soon» 1975 року, у якому виступала вокалістка Шерон Пейдж.

### Спадщина
Хіти Harold Melvin & the Blue Notes були перезаписані іншими виконавцями, зокрема Девідом Раффіном, Simply Red, Джиммі Сомервілем, Sybil, the Three Degrees і John Legend, а ді-джей Денні Ремплінг назвав пісню Wake Up Everybody своєю улюбленою піснею «Wake Up Everybody». пісня всіх часів. Гіл Сондерс продовжував виступати як сольний виконавець, виконавши всі хіти минулого, а також власний матеріал. Кілька учасників різних втілень Blue Notes продовжують гастролювати під назвою «Blue Notes Гарольда Мелвіна». Вдова Мелвіна, Овелія, наразі керує Blue Notes Гарольда Мелвіна, до складу якого входять вокаліст Доннел «Великий Тато» Гіллеспі, Ентоні Брукс, Руфус Торн і Джон Морріс. Для свого альбому This Note's for You співак Ніл Янг назвав свій резервний гурт Blue Notes без дозволу власника прав на назву Гарольда Мелвіна. Мелвін подав до суду проти Янга за використання назви Blue Notes, змусивши співака змінити назву резервного гурту на «Ten Men Workin'» під час туру, який рекламував альбом This Note's for You.